# Vrachonisís Strongylí
Vrachonisís Strongylí är en ö i Grekland.   Den ligger i prefekturen Nomós Dodekanísou och regionen Sydegeiska öarna, i den sydöstra delen av landet, 400 km sydost om huvudstaden Aten. Arean är 0,26 kvadratkilometer.
Terrängen på Vrachonisís Strongylí är lite kuperad. Öns högsta punkt är 52 meter över havet. Den sträcker sig 0,6 kilometer i nord-sydlig riktning, och 0,8 kilometer i öst-västlig riktning.  Trakten runt Vrachonisís Strongylí består i huvudsak av gräsmarker.